# Hentaigana
Hentaigana ( 変体仮名 ) significa "Kana Variante".

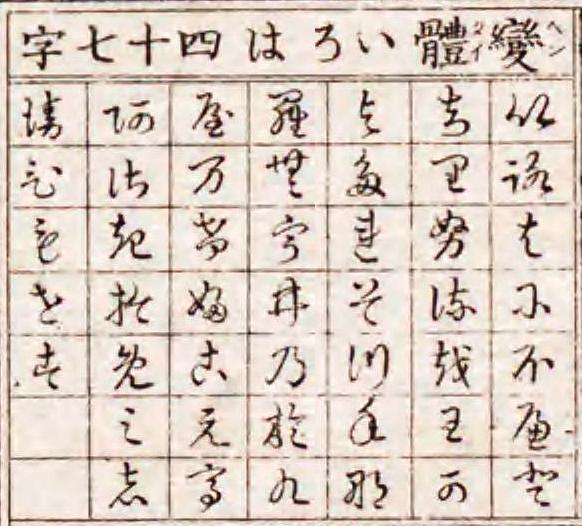
現今児童重宝記 : 開化実益 (1886)

O Hentaigana é um silabário, uma variação histórica anterior ao moderno 平仮名 (Hiragana), como legado do 万葉仮名 (Man'yōgana), onde diferentes ideogramas Kanji podiam ser usados para representar um mesmo fonema, descartado o significado.
Os Man'yōgana foram sendo simplificados em formas cursivas de escrita. Desta maneira, como resultado, surgiram muitas variações de escrita de um mesmo fonema, pois derivam de caracteres diferentes. Ou seja, surgiram estilos diferentes de escrita cursiva.
Os Hentaigana foram usados de modo intercambiável, até serem extintos oficialmente em 1900. Embora sejam considerados obsoletos, ainda existem alguns usos extra-oficiais.
Algumas lojas, por exemplo, usam o Hentaigana nas placas, em alguns documentos formais manuscritos, particularmente em certificados emitidos por entidades de classe, grupos de cultura clássica Japonesa (escolas de artes marciais, escolas de etiqueta, grupos de estudos religiosos e entre outros).
A maioria dos Japoneses no entanto, não sabem ler o Hentaigana. Apenas o reconhecem por serem "caracteres estranhos".
O hentaigana é oriundo de man'yōgana,um sistema de kanji que levava em conta seu som e não seu significado. Houve mais do que um kanji que poderia ser utilizado de forma equivalente para cada sílaba (no momento, uma sílaba era uma mora). Ao longo do tempo o man'yōgana foi reduzido a uma forma cursiva do Hiragana. Muitos hentaigana derivam de kanji diferente dos hiragana moderno, mas alguns são o resultado de diferentes estilos de escrita cursiva.